# Ernst Gottlieb von Attems
Ernst Gottlieb von Attems (* 21. Dezember 1694 in Graz; † 5. Dezember 1757 in Wien) war Reichsfürst und Bischof von Laibach/Ljubljana.

## Leben

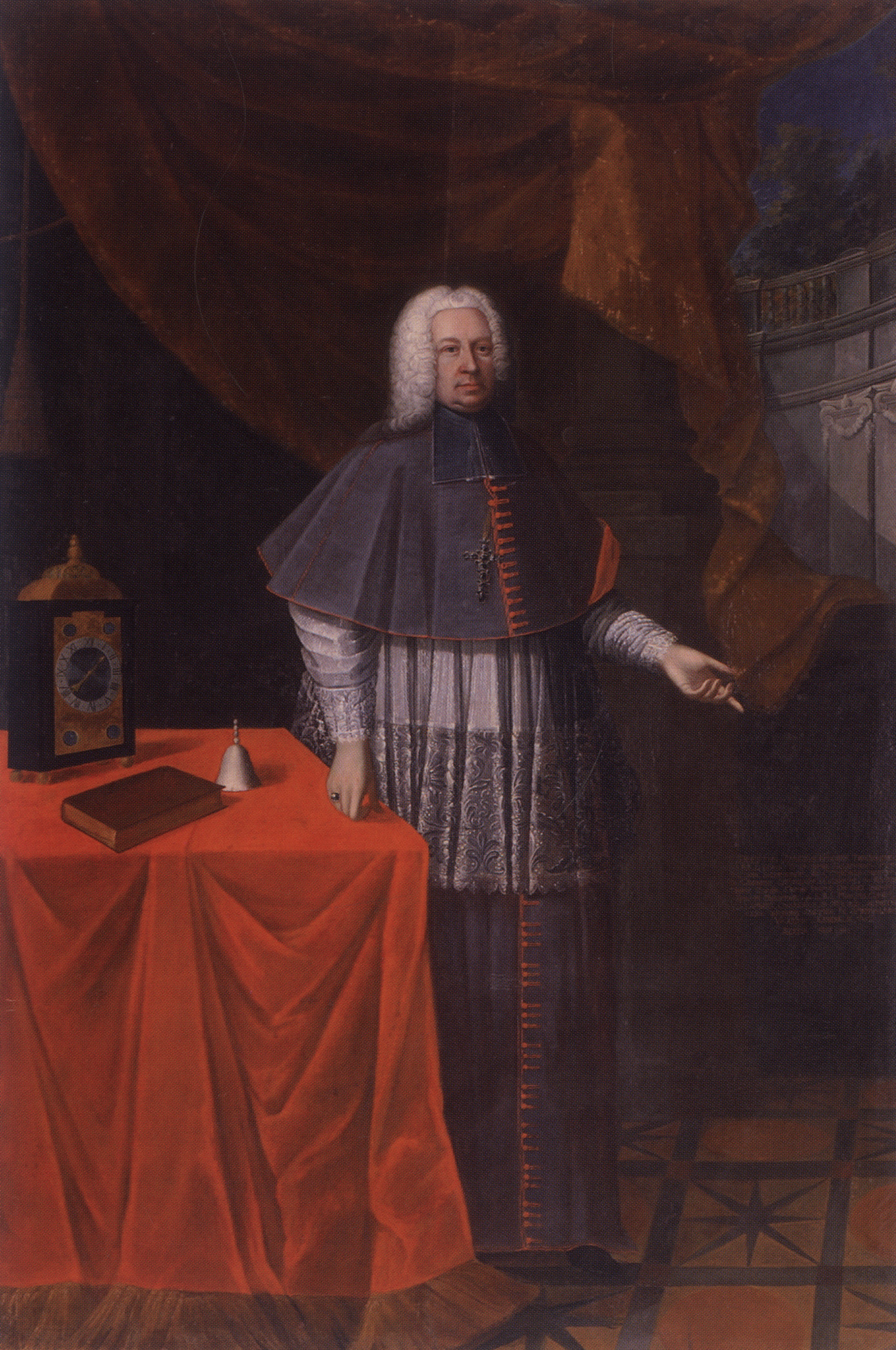
Ernst Gottlieb von Attems

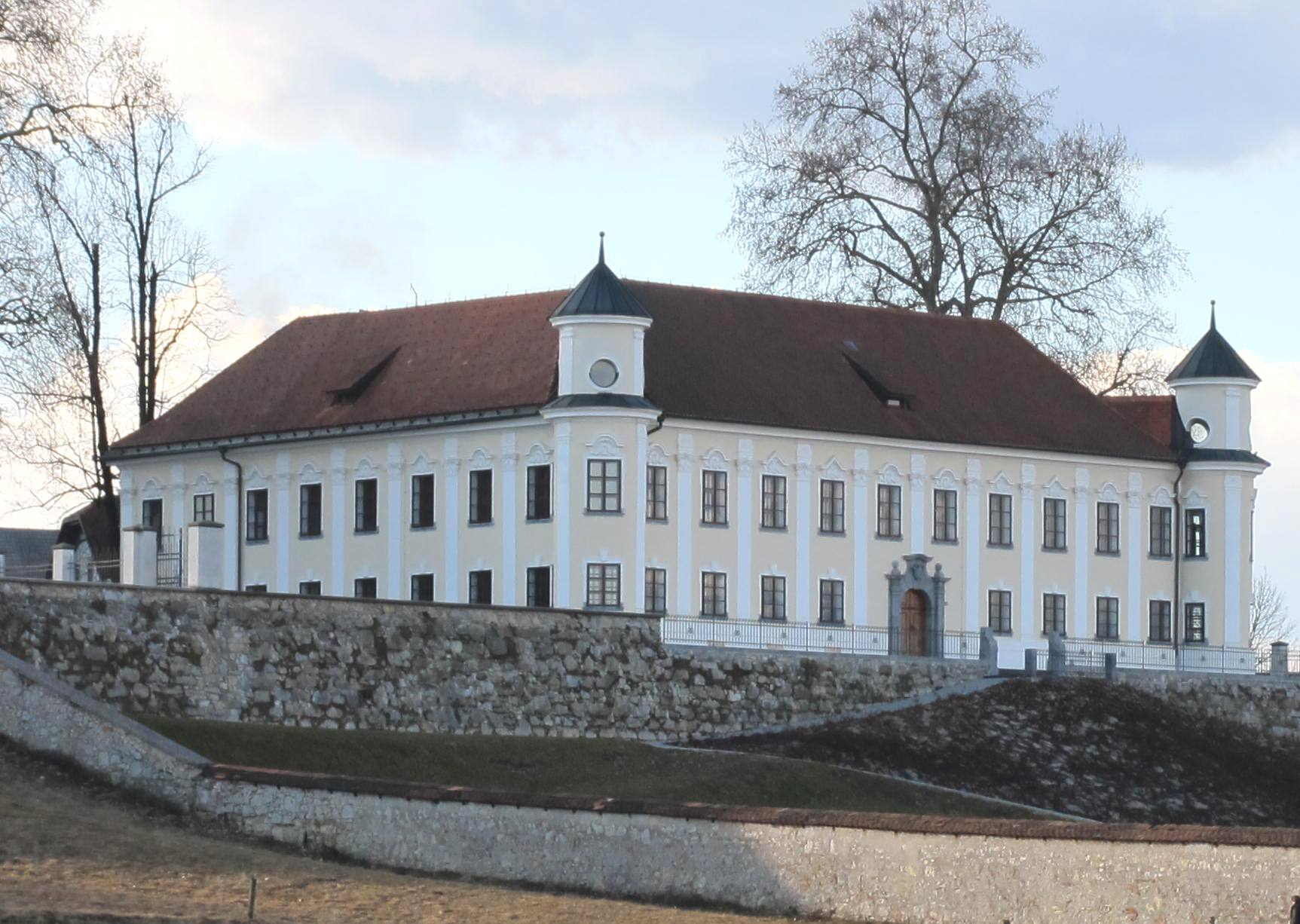
Die Bischofsresidenz in Görtschach

Ernst Gottlieb (Amadeus) Thomas, Reichsgraf von Attems, Freiherr von Heiligenkreuz, war das fünfte der sieben Kinder aus der ersten Ehe des Grafen Ignaz Maria von Attems (1652–1732) mit der Gräfin Maria Regina von Wurmbrand-Stuppach (1659–1715). Am 4. Juni 1708 erhielt er ein Kanonikat in Passau, studierte dann an den Jesuitenkollegien in Graz und Wien und später am Collegium Germanicum in Rom, wo er 1715 zum Doktor der Theologie und der Philosophie promoviert wurde, gefolgt von einer weiteren Promotion zum Doktor beider Rechte an der Universität La Sapienza. Am 17. Dezember 1724 wurde er zum Priester geweiht. 1730 erhielt er noch ein zweites Kanonikat in Salzburg, wo er am 25. Dezember vereidigt wurde.
1733 wurde er zum passauischen Generalvikar unter der Enns und Offizial des passauischen Konsistoriums in Wien (mit Sitz zu Maria Stiegen) und am 2. Dezember 1735 zum passauischen Suffraganbischof ernannt. Am 15. Jänner 1736 weihte ihn der Wiener Fürsterzbischof Sigismund von Kollonitz zum Bischof von Drachon (Tracona). Am 6. Oktober 1742 bestimmte ihn Kaiserin Maria Theresia zum Fürstbischof von Laibach, die päpstliche Ernennung folgte am 17. Dezember mit der Erlaubnis, die beiden Domherrenstellen beizubehalten.
Bald nach seiner Inthronisation am 27. März 1743 begann Bischof Attems mit der Visitation seiner Diözese, wobei er auch schwer zugängliche Pfarreien aufsuchte, in die seit Jahren kein Bischof mehr seinen Fuß gesetzt hatte. Spätere Visitationen überließ er dagegen seinen Generalvikaren und hielt selbst regelmäßige Diözesansynoden in Laibach oder Oberburg (Gornji Grad) ab. Obwohl er selber nur schlecht Slowenisch sprach, achtete er darauf, dass Predigt und Religionslehre in der Landessprache gehalten wurden. Die bischöfliche Sommerresidenz in Görtschach/Goričane ließ er ausbauen und konsekrierte 1742 in Laibach die barocke Dreifaltigkeitskirche. Eine weitere Bischofsresidenz ließ er in Oberburg errichten und 1752 anstelle der alten Pfarrkirche mit Unterstützung der Krainer Landstände den monumentalen Dom.
Bischof Graf Attems starb am 5. Dezember 1757 unerwartet in Wien und wurde in der Magdalenenkirche in Oberburg beigesetzt. Nach seinem Tod plante die Regierung in Wien, die Bistümer Laibach und Görz/Gorizia (letzteres entstanden 1751 nach der Auflösung des Patriarchats Aquileia) in Personalunion zu vereinen und den Reichsfürstentitel von Laibach nach Görtz zu übertragen, scheiterte aber am Widerstand Roms und des Görzer Erzbischofs Karl Michael Graf von Attems.